# Biografielijst Gv

## Gvo
- Ivan Gvozdenović (1978), Servisch voetballer